# Hirnyk Dniprorudne
Hirnyk Dniprorudne (ukr. Футбольний клуб «Гірник» Дніпрорудне, Futbolnyj Kłub "Hirnyk" Dniprorudne) – ukraiński klub piłkarski z siedzibą w Dniprorudnem, w obwodzie zaporoskim.

## Historia
Chronologia nazw:
- 196?—19??: Hirnyk Dniprorudne (ukr. «Гірник» Дніпрорудне)

Drużyna piłkarska Hirnyk Dniprorudne została założona w mieście Dniprorudne w latach 60. XX wieku i reprezentowała miejscową kopalnię żelaza. Zespół występował w rozgrywkach mistrzostw i Pucharu obwodu zaporoskiego. W 1972 startował w rozgrywkach Pucharu Ukraińskiej SRR, gdzie w finale pokonał Chimik Kałusz - 2:0. Potem kontynuował występy w rozgrywkach Mistrzostw i Pucharu obwodu, dopóki nie został rozwiązany.

## Sukcesy
- Puchar Ukraińskiej SRR:

zdobywca: 1972